# Синодский, Иван Фёдорович
Иван Фёдорович Синодский — советский хозяйственный и государственный деятель, лауреат Государственной премии СССР за выдающиеся достижения в труде.

## Биография
Родился в 1939 году в Москве в семье рабочего. Член КПСС.
В 1955—1991 годах — ученик слесаря, слесарь, военнослужащий Советской армии, слесарь-монтажник, бригадир слесарей-монтажников Московского завода счетно-аналитических машин Министерства электротехнической промышленности СССР.
За высокую эффективность и качество работы на основе совершенствования техники и технологии производства был в составе коллектива удостоен Государственной премии СССР за выдающиеся достижения в труде 1980 года.
Жил в Москве.

## Награды
- Орден Трудовой Славы II степени
- Орден Трудовой Славы III степени